# Índice de Ações com Governança Corporativa Diferenciada
O Índice de Ações com Governança Corporativa Diferenciada (IGC) é um índice econômico Brasileiro. Mede o desempenho das ações de empresas listadas no Novo Mercado e nos Níveis 1 e 2 de governança corporativa da B3.